# Cecil Beaton

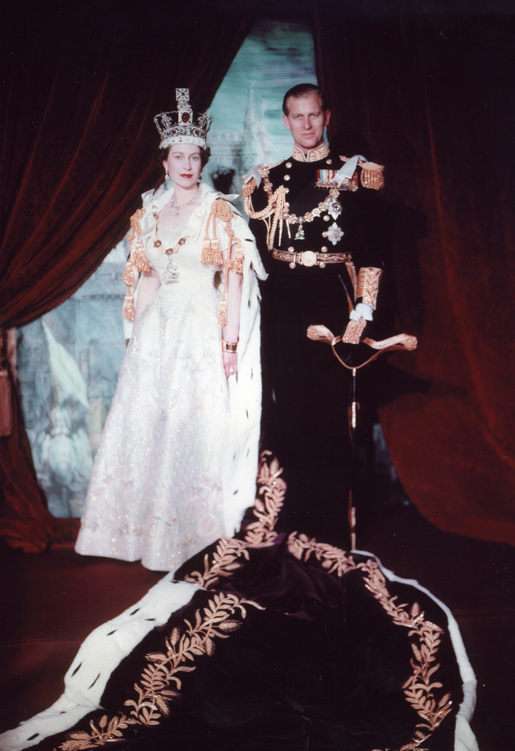
Královna Alžběta II. a princ Philip, 1953

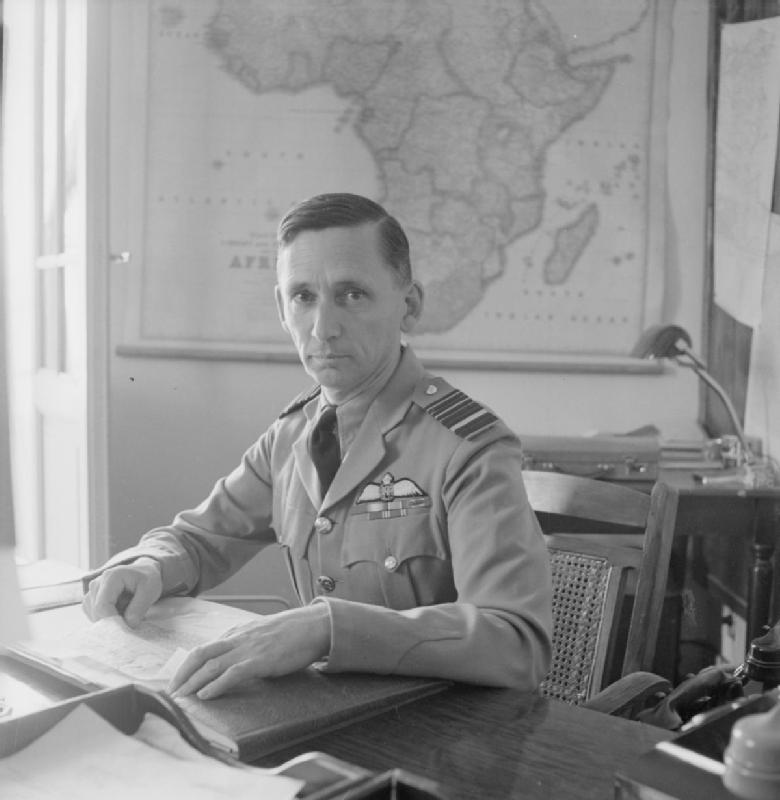
Cecil Beaton: Arthur Tedder, 1942

RAF 108 Liberator, 1942

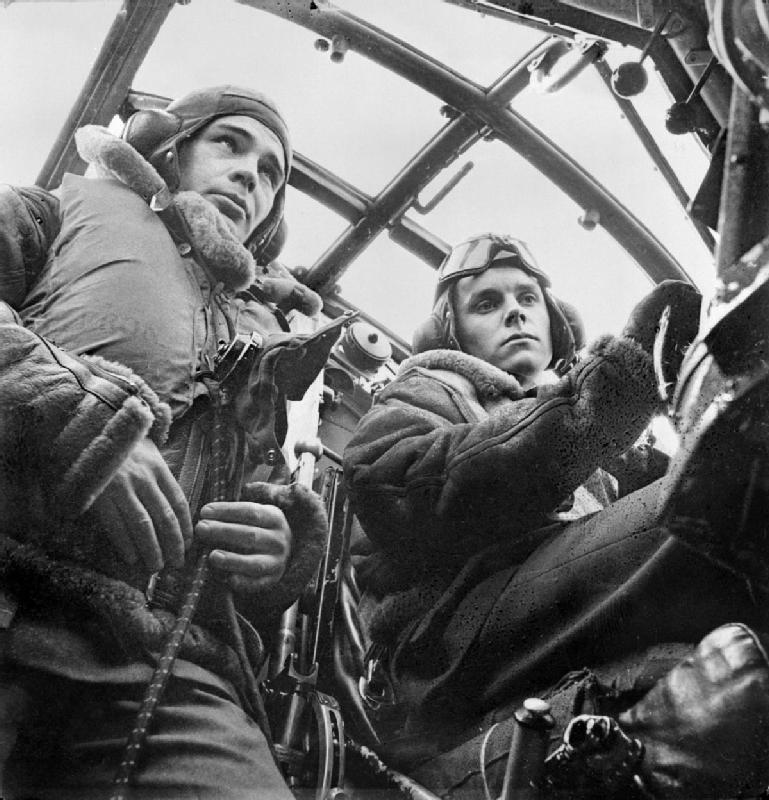
Piloti Wellingtonu, 1941

Sir Cecil Walter Hardy Beaton, CBE, (14. ledna 1904 – 18. ledna 1980) byl anglický módní a portrétní fotograf, během druhé světové války válečný fotoreportér, dále též scénograf a kostýmní výtvarník. Byl trojnásobným držitelem ocenění Oscar, z toho dvě ocenění získal za film My Fair Lady, za celkové výtvarné řešení a kostýmy, dále také čtyřnásobným držitele prestižní divadelní ceny Tony. 

## Životopis
Narodil se 14. ledna 1904 v Hampstead jako syn Ernesta Waltera Hardyho Beatona (1867–1936), prosperujícího obchodníka se dřívím, a jeho ženy Etty Sissonsové (1872–1962). Jeho dědeček Walter Hardy Beaton (1841–1904) založil rodinný podnik Beaton Brothers Timber Merchants and Agents a jeho otec v podnikání pokračoval. Ernest Beaton byl také amatérský herec a jeho manželka, Cecilova matka, byla dcerou kováře Cumbriana, který přijel do Londýna. Spolu měli čtyři děti – kromě Cecila ještě dvě dcery – Nancy (1909–1999) a Baba (1912–1973), a dalšího syna Reggieho (1905–1933). Do školy chodil Cecil Beaton v Heath Mount.
Když Beaton vyrůstal, jeho chůva vlastnila fotoaparát Kodak 3A Camera, populární model, který byl známý tím, že to byl ideální přístroj pro učení. Začala ho učit základy fotografování a vyvolávání filmů. Často portrétoval své sestry a matku sedící za nimi. Když byl dostatečně zdatný, začal posílat fotografie do londýnských společenských časopisů, často pod pseudonymem a s dodatkem 'doporučená' práce Beatona.
Patnáct let v období 1930 – 1945 měl Beaton pronajatý dům Ashcombe House ve Wiltshire, kde hostil celou řadu pozoruhodných postav.
V roce 1972 byl pasován na rytíře. O dva roky později jej postihla mozková mrtvice, po které trvale ochrnul na pravé straně těla. I když se naučil psát a kreslit levou rukou a měl upravenou kameru, stal se kvůli tomu frustrovaný. V důsledku mrtvice se začal starat o finanční zajištění ve stáří. V roce 1976 vstoupil do jednání s Philippe Garnerem, expertem na prodej fotografií Sotheby's. Tak se do aukční síně Garner dostal Beatonův archiv s výjimkou všech portrétů královské rodiny a pěti desítek tisků Vogue v Londýně, Paříži a New Yorku. První z pěti aukcí se konala v roce 1977, poslední v roce 1980.
Do konce roku 1970 se z Beatona stal starý muž. V lednu 1980 zemřel jedné noci ve svém domě Reddish House v Broad Chalke ve Wiltshire ve věku 76 let.
Velkou jeho láskou byl sběratel umění Peter Watson, ačkoli nikdy nebyli milenci. Měl vztah se známými ženami, včetně herečky Grety Garbo a britské prominentky Doris Castlerosse.

### Dílo

#### Fotografie
Nejdříve začínal portrétovat své sestry pod dohledem chůvy, která sama byla amatérská fotografka. Zajímal se o komponovanou fotografii barona Adolph de Mayera a Edwarda Steichena. Ve svých snímcích nekladl důraz ani tak na portrétovaného nebo na to co měl na sobě, ale spíše na atmosféru a celkový dojem celé scény. Jeho první malá výstava v Londýně mu otevřela dveře do časopisu Vogue, pro který začal uprostřed padesátých let pracovat jako módní fotograf. Kromě toho pracoval pro Harper's Bazaar. V Hollywoodu třicátých let měl možnost portrétovat celou řadu filmových hvězd, v roce 1937 jako dvorní fotograf portrétoval královskou rodinu a během druhé světové války pracoval jako válečný fotoreportér pro Britské ministerstvo informací. 
Beaton navrhoval obaly na knihy, kostýmy pro charitativní odpoledne, vyučoval profesionální řemeslo fotografie v ateliéru Paula Tanqueraye, dokud jej nepřijali na pravidelnou práci do časopisu Vogue v roce 1927. Také založil vlastní studio, kde jedním z jeho prvních klientů – a později nejlepších přátel – byl Stephen Tennant; Beatonovy fotografie Tennanta a jeho přátel jsou považovány za jedny z nejlepších reprezentací „nadějných mladých lidí“ (Bright Young People) Anglie z dvacátých a třicátých let.
Nejznámější je svými módními fotografiemi a portréty. Pracoval jako stálý fotograf pro magazín Vanity Fair a Vogue, kromě toho portrétoval celebrity v Hollywoodu. Stal se fotografem pro britské vydání Vogue v roce 1931, když jeho kolega George Hoyningen-Huene, fotograf pro francouzský Vogue, odcestoval do Anglie se svým novým přítelem Horstem. Horst sám začal pracovat pro francouzský Vogue v listopadu téhož roku.
Beatonův první fotoaparát byl sklopný Kodak 3A. V průběhu své kariéry používal velkoformátové fotoaparáty a také menší aparáty Rolleiflex. Beaton nebyl známý jako vysoce kvalifikovaných technický fotograf, ale místo toho se zaměřoval na přesvědčivou kompozici modelu nebo scény a hledal nejlepší moment ke stisknutí spouště.
Beaton často fotografoval královskou rodinu pro oficiální publikace. Jeho oblíbenou královskou modelkou byla Elizabeth Bowes-Lyon, po jednom úspěšném fotografování si dokonce přivlastnil její šáteček na památku. Beaton fotografoval slavnou svatbu Eduarda VIII. a Wallis - vévodkyně z Windsoru.
V průběhu druhé světové války byl Beaton vyslán Ministerstvem informací Spojeného království zaznamenat obrazem události z domácí fronty. Během tohoto úkolu zachytil jeden z nejtrvalejších obrazů britských utrpení během války, například tříletou oběť operace Blitz Eileen Dunneovou, zotavující se v nemocnici, jak drží svého milovaného medvídka. Když byl tento snímek zveřejněn, USA ještě oficiálně nebyly zapojeny do války, ale zveřejňování obrázků Beatona a dalších v americkém tisku pomohlo tlačit americkou veřejnost k tomu, aby vyvinula tlak na vládu na pomoc Británii v hodině nejpotřebnější.
Beaton měl hlavní vliv na vztah se dvěma dalšími předními hvězdami britské fotografie, a sice Anguse McBeana a Davida Baileyho. McBean pravděpodobně patřil mezi nejlepší portrétní fotografy své doby – ve druhé části své kariéry (po válce) byla jeho práce Beatonem silně ovlivněna, i když McBean byl mnohem zdatnější v technickém provedení snímků. Bailey byl také Beatonem hodně ovlivněn, když společně pracovali pro britský Vogue na počátku šedesátých let, Bailey využíval čtvercový formát fotografií 6×6, což byla oblíbený formát Beatona.

### Honorace, ocenění a medaile
- Tony Award for Best Costume Design za Quadrille (1955)
- Řád britského impéria CBE (1956)
- Tony Award for Best Costume Design za My Fair Lady (1957)
- Fellow of the Ancient Monuments Society (1957)
- Academy Award for Costume Design za Gigi (1958)
- Tony Award for Best Costume Design za Saratoga (1960)
- Chevalier de la Légion d'Honneur (1960)
- Academy Award for Best Art Direction za My Fair Lady (1964)
- Academy Award for Costume Design za My Fair Lady (1964)
- Královská fotografická společnost Velké Británie, Honorary Fellow, (1965)
- Tony Award for Best Costume Design za Coco (musical) 1970
- Řád britského impéria KBE (1972)

## Dílo

### Fotografie
- Sir William Walton, 1926
- Stephen Tennant, 1927
- Lady Diana Cooper, 1928
- Charles James (designer), 1929
- Lillian Gish, 1929
- Oliver Messel, 1929
- Lord David Cecil, 1930
- Lady Georgia Sitwell, 1930
- Gary Cooper, 1931
- Pablo Picasso, 1933
- Marlene Dietrichová, 1935
- Salvador Dalí, 1936
- Natalie Paley, 1936
- Daisy Fellowes, 1937
- Helen of Greece and Denmark Queen Mother of Romania,1937
- Bomb Victim (Elienn Dunne), 1940
- Winston Churchill, 1940
- Graham Sutherland, 1940
- Charles de Gaulle, 1941
- Walter Sickert, 1942
- Isabel Jeans, 1945
- Greta Garbo, 1946
- Yul Brynner, 1946
- Vivien Leigh, 1947
- Marlon Brando, 1947
- Duchess of Windsor, 1951
- Vita Sackville-West, 1952
- Elizabeth II's Coronation, 1953
- Alexis von Rosenberg, Baron de Redé, 1953
- Grace Kelly, 1954
- Mona von Bismarck, 1955
- Bernard Berenson, 1955
- Joan Crawford, 1956
- Mrs. Charles (Jayne) Wrightsman, 1956
- Maria Callas, 1956
- Dame Edith Sitwell, 1956
- Colin Wilson, 1956
- Marilyn Monroe, 1956
- Leslie Caron, 1957
- Princess Margaret, 1960
- Albert Finney, 1961
- Cristobal Balenciaga, 1962
- Karen Blixen, 1962
- Rudolf Nurejev, 1963
- Audrey Hepburnová, 1964
- Margot Fonteyn, 1965
- Jacqueline Kennedyová Onassisová, 1965
- Georgia O'Keeffe, 1966
- Andy Warhol, 1967
- Twiggy, 1967
- Mick Jagger, 1968
- Katharine Hepburnová, 1969
- Barbra Streisandová, 1969
- Gloria Guinness, 1970
- Hubert de Givenchy, 1970
- Mae West, 1970
- David Hockney, 1970
- Jane Birkin, 1971
- Marie-Hélène de Rothschild, 1971
- Marisa Berenson jako Luisa Casati, 1971
- Pauline de Rothschild, 1972
- Tina Chow, 1973
- Gilbert and George, 1974
- Inès de la Fressange, 1978
- Paloma Picasso, 1978
- Caroline of Monaco, 1978
- Olimpia de Rothschild, 1978
- Dayle Haddon, 1979

### Výstavy
Hlavní výstavy se konaly v National Portrait Gallery v Londýně v roce 1968 a 2004. V Londýnském válečném muzeu se konala výstava 350 Beatonových válečných snímků v září až prosinci 2012.
První mezinárodní výstava třicátých letech a první výstava jeho díla v Austrálii se konala v Bendigo, Victoria od 10. prosince 2005 do 26. března 2006.

### Zastoupení ve sbírkách
- Victoria and Albert Museum v Londýně

## Citáty
- Penn si všechno dělá velmi složité. Nepoužívá žádné pomůcky ani rekvizity. Ke svícení požívá jen ty nejjednodušší lampy, většinou jen jeden zdroj světla, kterým svítí z boku.[9]

## Galerie

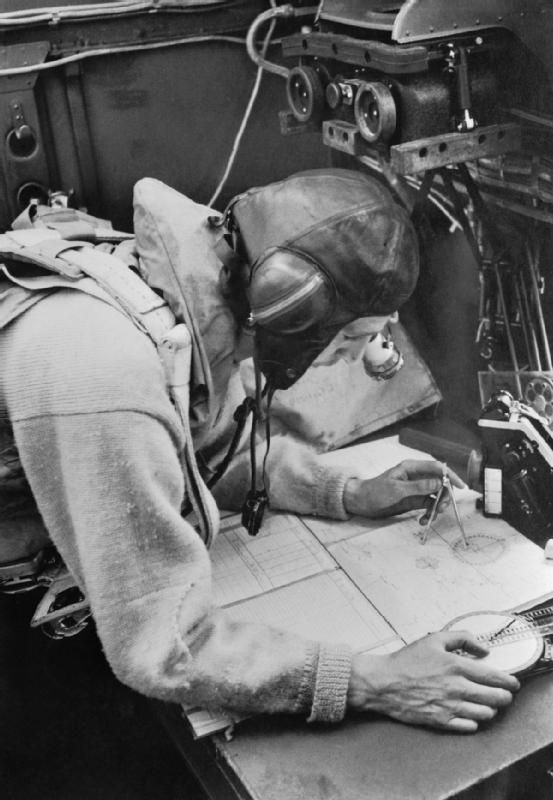
Navigátor Wellingtonu, 1941
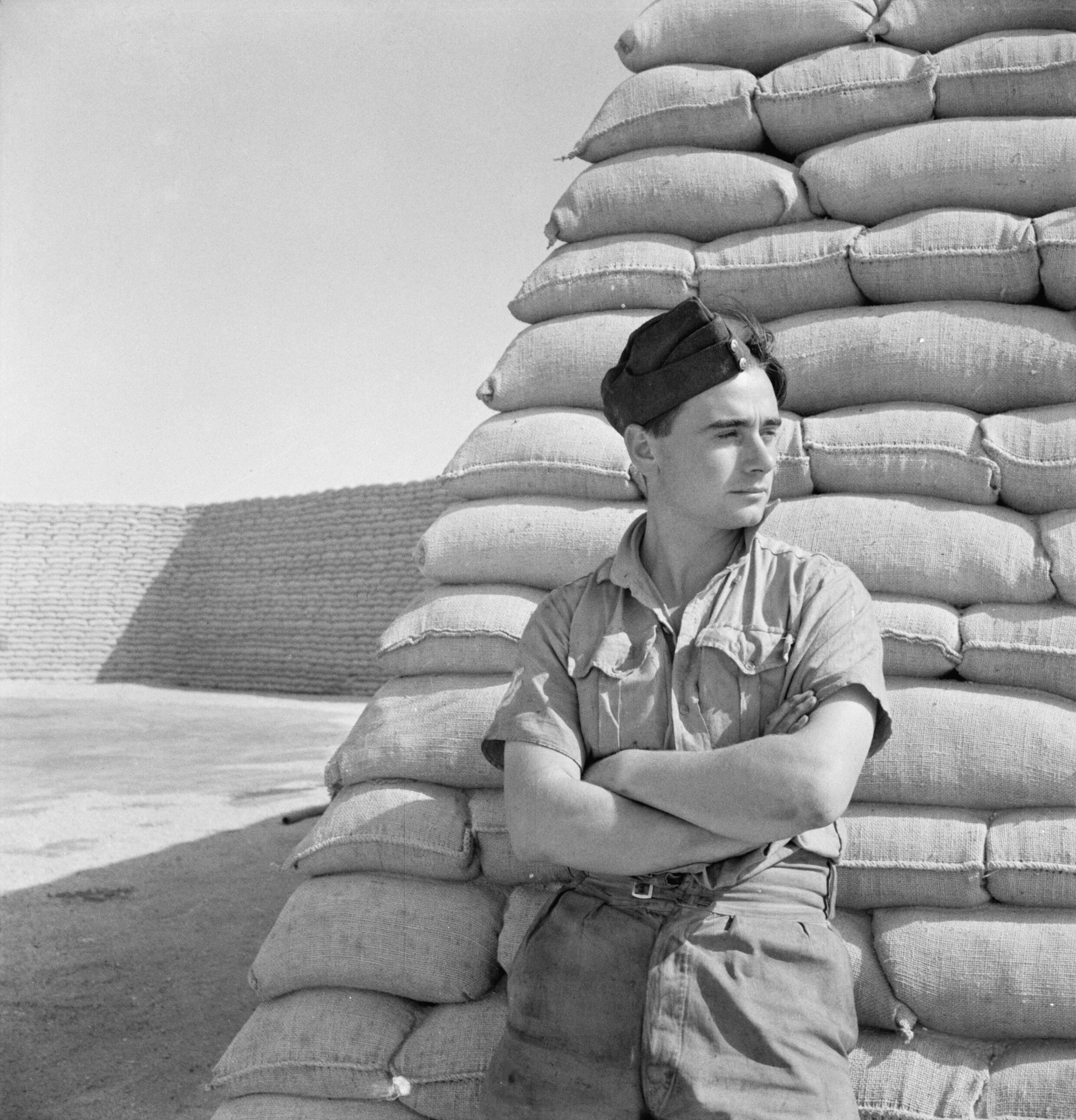
1942–1945
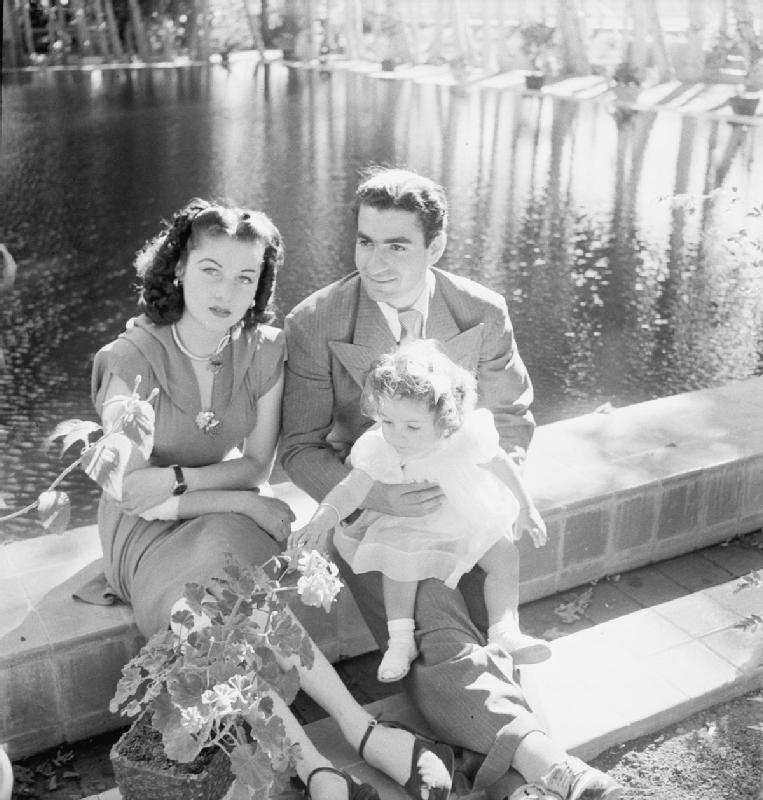
1942–1945
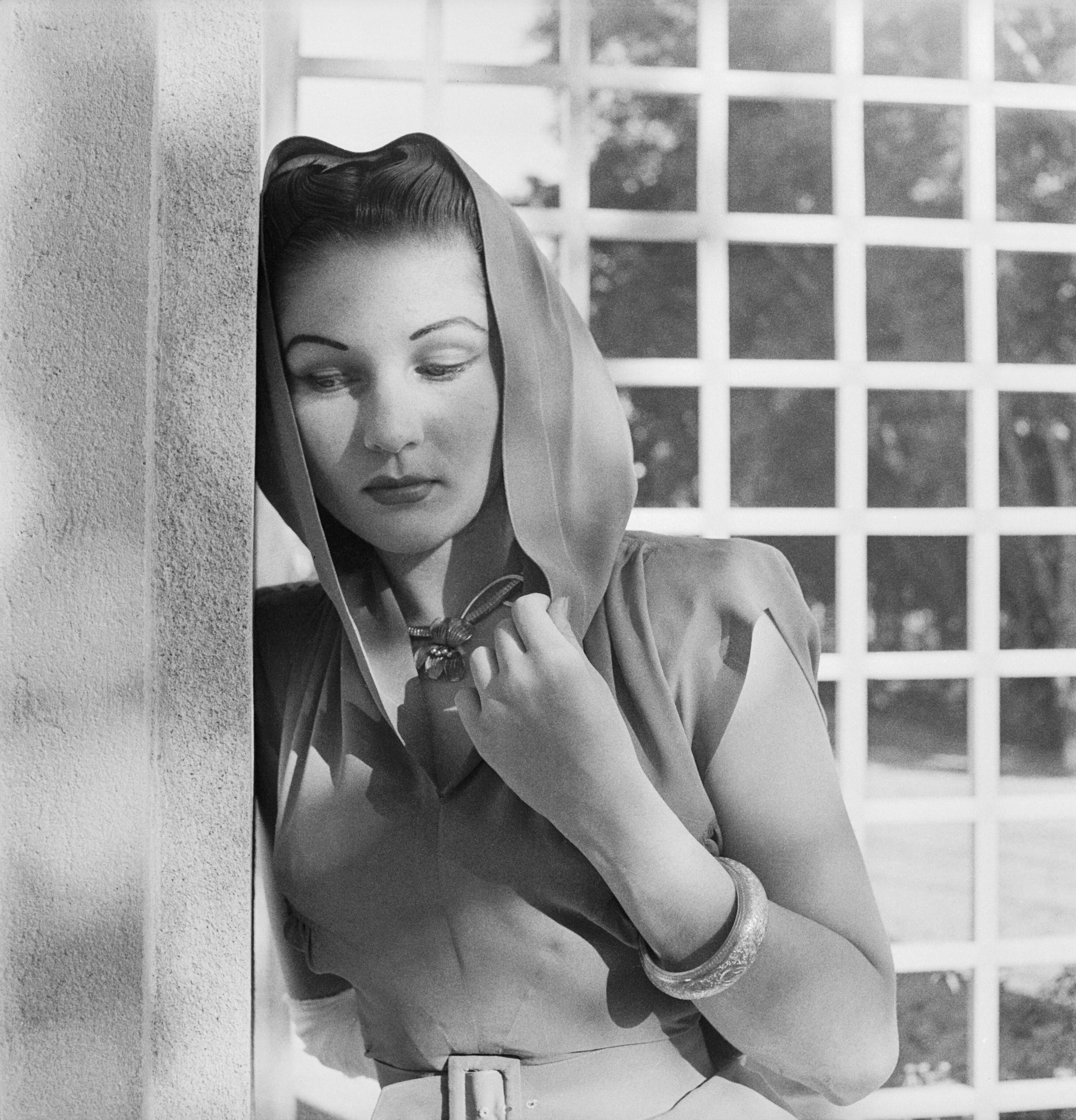
1942–1945
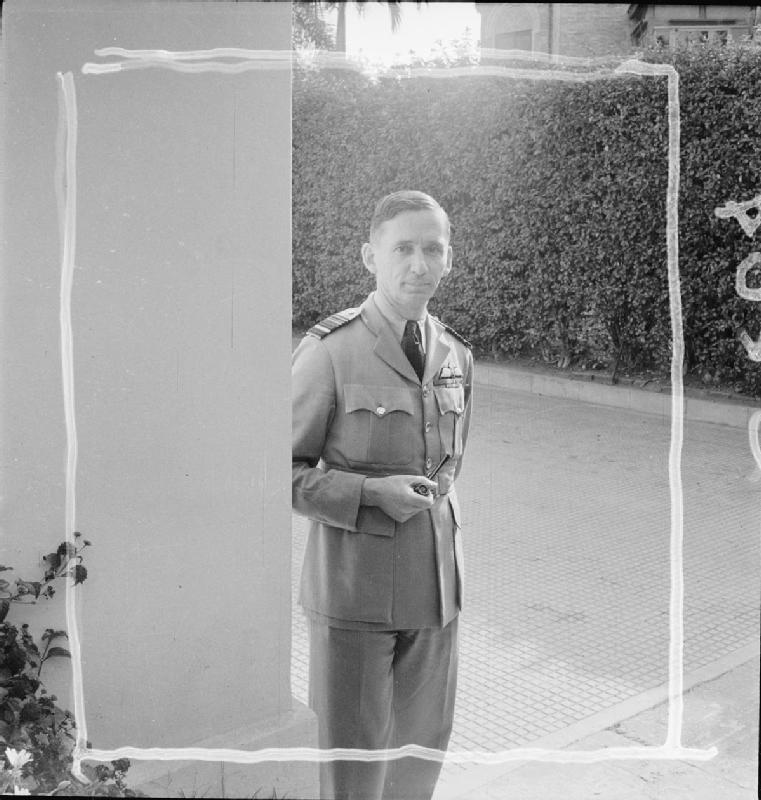
Naznačený ořez fotografie, 1942–1945
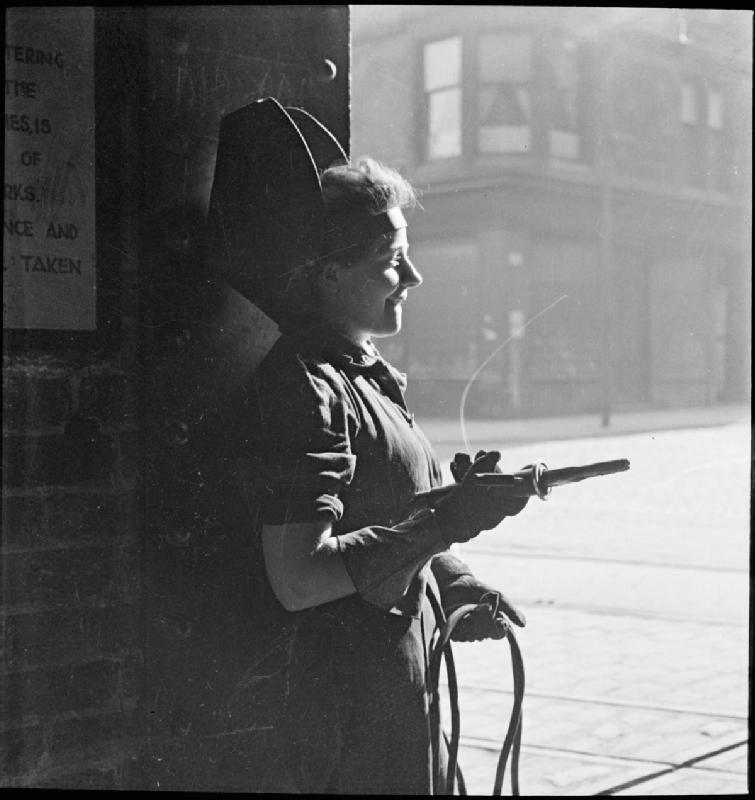
1942–1945
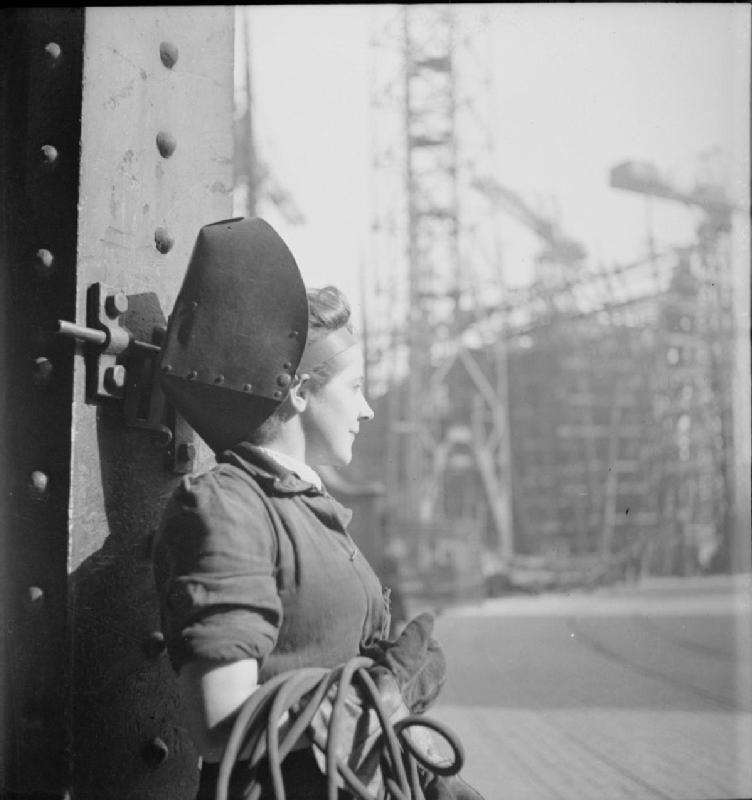
1942–1945
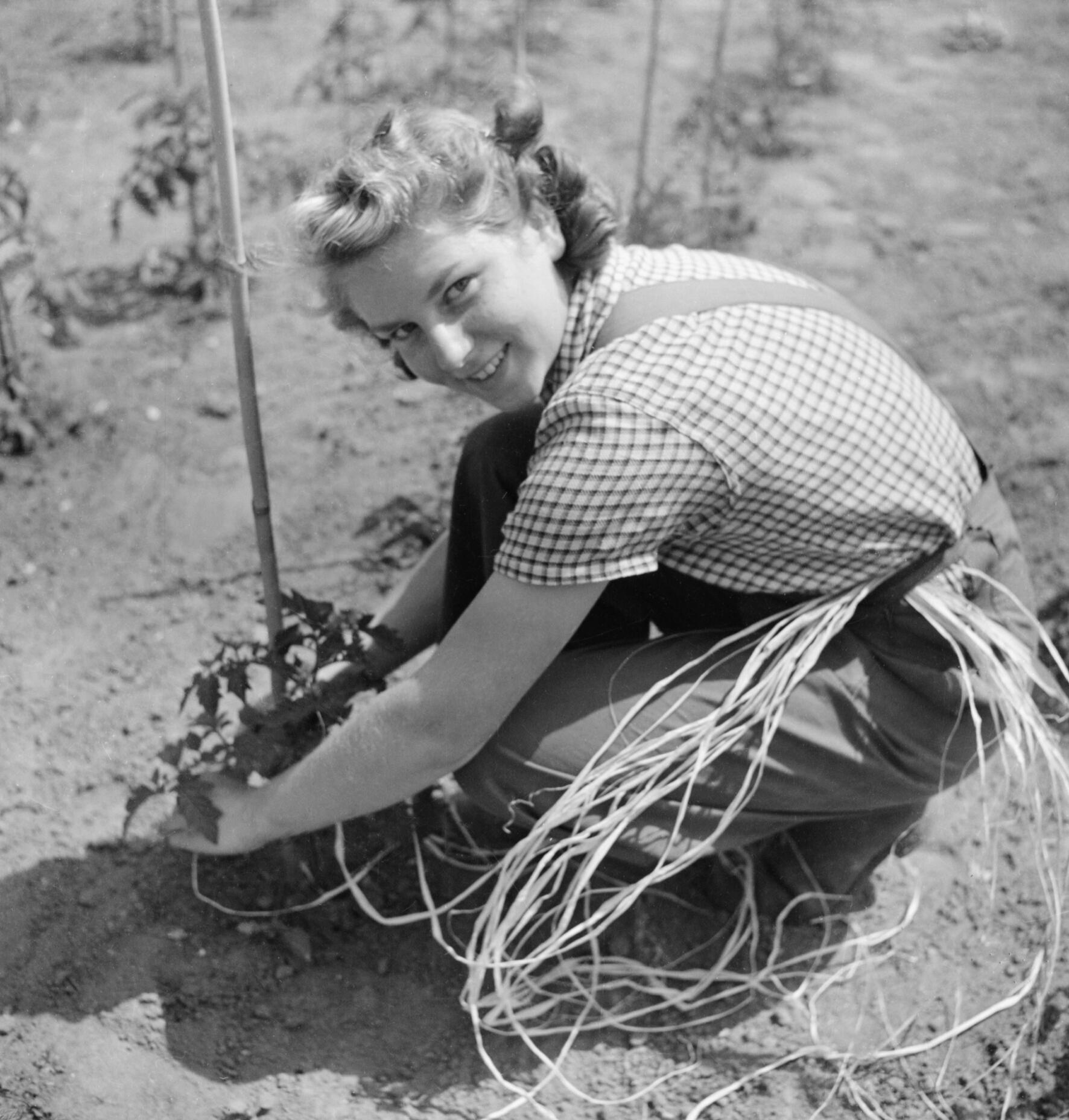
Women's Horticultural College, Waterperry House, Oxfordshire, 1943
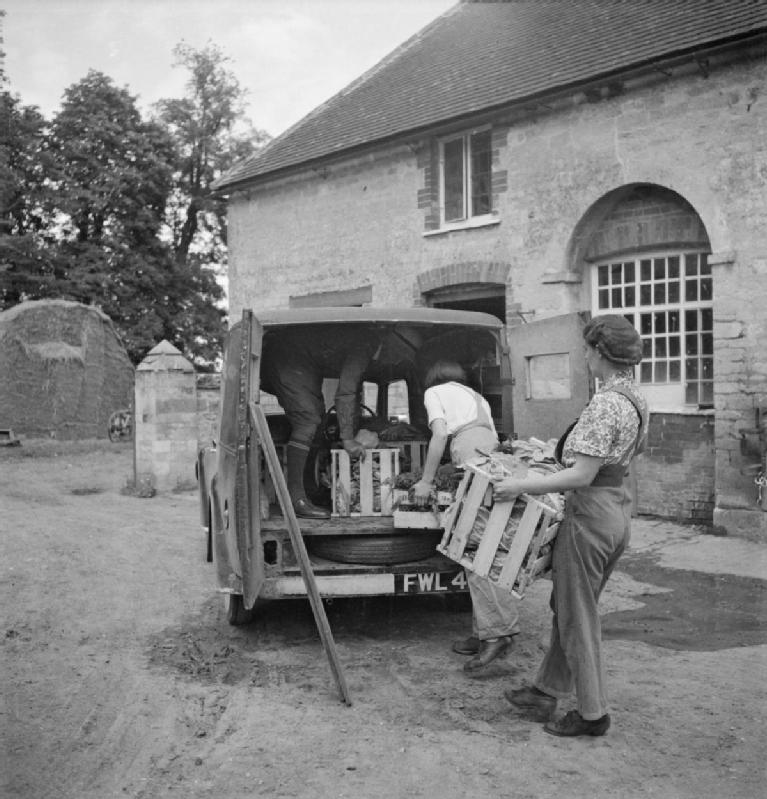
Women's Horticultural College, Waterperry House, Oxfordshire, 1943
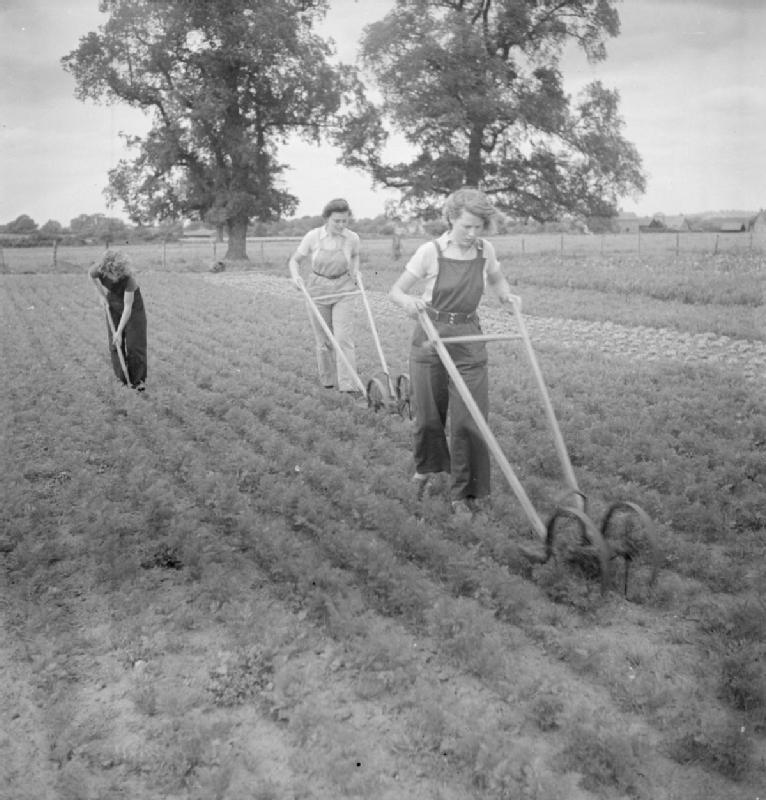
Women's Horticultural College, Waterperry House, Oxfordshire, 1943